# Josef Geyer
Josef Geyer (geboren 22. Mai 1889 in Pirkenhammer bei Karlsbad,  Österreich-Ungarn; gestorben 3. September 1972 in Dillenburg) war ein deutscher Lehrer und Abgeordneter des Tschechoslowakischen Parlaments.

## Leben
Nach Besuch der Bürgerschule in Karlsbad und der Lehrerbildungsanstalt in Eger wurde Geyer 1909 Volksschullehrer. In den folgenden Jahren erwarb er noch weitere Qualifikationen und arbeitete sich bis zum Schulprofessor an der Handelsschule und der Handelsakademie in Karlsbad empor. Im Frühjahr 1919 trat er der DNSAP bei, deren Kreisparteileitung er auch angehörte. Geyer war beteiligt an der Gründung und Herausgabe des Kreisblattes Deutscher Volksbote.
1925 wurde Geyer ins Tschechoslowakische Abgeordnetenhaus gewählt. 1932 wurde er erster Vizebürgermeister von Karlsbad. Nach der deutschen Okkupation des Sudetenlandes war Geyer von 1939 bis 1941 erster Bürgermeister in Karlsbad. 
Geyer floh nach Kriegsende in den Westen. Er wurde Magistratsbeamter in der hessischen Stadt Herborn.